# Xigazê
Xigazê (tyb. གཞིས་ཀ་རྩེ་, Wylie gzhis-ka-rtse, ZWPY Xigazê; chiń. upr. 日喀则; chiń. trad. 日喀則; pinyin Rìkāzé) – miasto na prawach prefektury w południowej części Tybetańskiego Regionu Autonomicznego, w Chinach. W 1999 roku obszar prefektury zamieszkiwało około 630 tys. mieszkańców. 
Granice prefektury miejskiej w dużej części pokrywają się z granicami prowincji Ü-Tsang w starym Tybecie przed 1950 rokiem.
15 sierpnia 2014 roku otwarto oficjalnie linię kolejową Lhasa – Xigazê, a w planach jest jej dalsze przedłużenie do Nepalu.

## Podział administracyjny
Prefektura miejska Xigazê podzielona jest na:
- dzielnicę: Samzhubzê,
- 17 powiatów: Namling, Gyangzê, Tingri, Sa’gya, Lhazê, Ngamring, Xaitongmoin, Bainang, Rinbung, Kangmar, Dinggyê, Zhongba, Yadong, Gyirong, Nyalam, Saga, Gamba.